# Aframomum strobilaceum
Aframomum strobilaceum là một loài thực vật có hoa trong họ Gừng. Loài này được (Sm.) Hepper mô tả khoa học đầu tiên năm 1967.